# Disaharid
Disaharid je ogljikov hidrat, ki nastane s tvorbo glikozidne vezi med dvema monosaharidoma. Kot monosaharidi so tudi disaharidi enostavni ogljikovi hidrati, dobro topni v vodi. Med bolje poznane disaharide spadajo saharoza (laično sladkor), maltoza (sladni sladkor) in laktoza (mlečni sladkor).
Disaharidi so ena izmed štirih osnovnih skupin ogljikohidratov (poleg monosaharidov, oligosaharidov in polisaharidov). Pogosti disaharidi (recimo saharoza, laktoza in maltoza) imajo 12 ogljikovih atomov in splošno kemijsko formulo C12H22O11. Razlike med temi disaharidi se pojavljajo predvsem v postavitvi atomov znotraj molekule.

## Klasifikacija
Ločimo dva glavna tipa disaharidov, ki se delita glede na kemijske lastnosti:
- Reducirajoči disaharidi, pri katerih ima en od para monosaharidov (reducirajoči monosaharid) prosto hemiacetalno enoto, ki lahko deluje kot reducirajoča aldehidna funkcionalna skupina (-CHO). Laktoza, maltoza in celobioza so predstavniki reducirajočih sladkorjev, ki imajo vsak eno hemiacetalno enoto, medtem ko je druga vezana v glikozidno vez in zato ne more delovati kot reducent (oksidirati sebe in reducirati drugo spojino).[6][7]
- Nereducirajoči disaharidi so sestavljeni iz dveh monosaharidov s hemiacetalno enoto, ki je pri obeh monomerih vezana v glikozidno vez. Tovrstni disaharidi zaradi odsotnosti proste aldehidne skupine ne morejo delovati kot reducenti. Predstavnika nereducirajočih disaharidov sta saharoza in trehaloza. Takšni sladkorji so zaradi svoje nizke reaktivnosti stabilne snovi.[7][8][9]

## Nastanek
Poljuben disaharid nastane s povezavo dveh monomernih enot (monosaharidov), pri čemer se pri reakciji od enega monosaharida odcepi hidroksilna (-OH) skupina in od drugega vodikov proton, nakar nastane glikozidna vez. Tovrstni reakciji se zaradi odstranitve molekule vode, ki je potrebna za tvorbo vezi, reče tudi dehidracijska reakcija (ali kondenzacijska reakcija). Primer nastajanja disaharida je laktoza, ki nastane z dehidracijsko reakcijo med molekulo glukoze in galaktoze, medtem ko je saharoza posledica kondenzacijske reakcije med fruktozo in glukozo. Maltoza, še en pogost disaharid, je produkt dehidracije dveh glukoznih molekul.

## Vloga
Disaharidi so precej razširjeni v živem svetu. Glavna vloga mnogo disaharidov je energijska, saj ob svojem hidrolitskem razpadu dajejo glukozo, ki se nato uporablja v presnovnih reakcijah pridobivanja energijskih molekul ATP. Disaharidi veljajo za hitro prebavljiv vir energije. Delež glukoze, pridobljene iz disaharidov, se lahko uporabi za sintezo živčnih prenašalcev (nevrotransmiterjev), ki sodelujejo z živčevjem.
Pogost disaharid, ki se v velikih količinah nahaja v sesalčjem mleku, je laktoza. Najvišje vrednosti laktoze so prisotne v mleku prvakov, najmanj pa je tega disaharida pri kitih in plavutonožcih. Mleko zraven laktoze vsebuje tudi veliko oligosaharidov (teh dojenčki v večji meri ne morejo presnavljati, služili pa naj bi kot prebiotik za vzpostavitev novorojenčkove črevesne mikrobiote). Laktoze zaradi laktozne intolerance ne zmorejo prebavljati vsi ljudje (ob zaužitju se pojavijo prebavne težave, zaprtje, driska ipd.). Visoka količina disaharidov in oligosaharidov se nahaja v čebeljem medu in mani (sladkih izločkih) listnih uši. Disaharidi so pogosti sladkorji rastlinskih tkiv; saharoza se denimo prevaja po rastlinskem floemu do tarčnih celic. Podobno, transportno vlogo ima pri nekaterih algah in glivah disaharid trehaloza.

## Nekateri disaharidi
| Disaharid                           | Prvi monosaharid | Drugi monosaharid | Glikozidna vez |
| ----------------------------------- | ---------------- | ----------------- | -------------- |
| Saharoza (sladkor, namizni sladkor) | glukoza          | fruktoza          | α(1→2)β        |
| Laktoza (mlečni sladkor)            | galaktoza        | glukoza           | β(1→4)         |
| Maltoza (sladni sladkor)            | glukoza          | glukoza           | α(1→4)         |
| Trehaloza                           | glukoza          | glukoza           | α(1→1)α        |
| Celobioza                           | glukoza          | glukoza           | β(1→4)         |
| Kitobioza                           | glukozamin       | glukozamin        | β(1→4)         |
Med manj poznane disaharide spadajo:
| Disaharid     | Enoti                         | Glikozidna vez                            |
| ------------- | ----------------------------- | ----------------------------------------- |
| Kojibioza     | dva glukozna monomera         | α(1→2)[17]                                |
| Nigeroza      | dva glukozna monomera         | α(1→3)                                    |
| Izomaltoza    | dva glukozna monomera         | α(1→6)                                    |
| β,β-Trehaloza | dva glukozna monomera         | β(1→1)β                                   |
| α,β-Trehaloza | dva glukozna monomera         | α(1→1)β[18]                               |
| Soforoza      | dva glukozna monomera         | β(1→2)                                    |
| Laminaribioza | dva glukozna monomera         | β(1→3)                                    |
| Gentiobioza   | dva glukozna monomera         | β(1→6)                                    |
| Trehaluloza   | glukozni in fruktozni monomer | α(1→1)                                    |
| Turanoza      | glukozni in fruktozni monomer | α(1→3)                                    |
| Maltuloza     | glukozni in fruktozni monomer | α(1→4)                                    |
| Izomaltuloza  | glukozni in fruktozni monomer | α(1→6)                                    |
| Gentiobiuloza | glukozni in fruktozni monomer | β(1→6)                                    |
| Manobioza     | dva manozna monomera          | eno od: α(1→2), α(1→3), α(1→4), or α(1→6) |
| Rutinoza      | ramnozni in glukozni monomer  | α(1→6)                                    |
| Rutinuloza    | ramnozni in fruktozni monomer | β(1→6)                                    |
| Ksilobioza    | dva ksilopiranozna monomera   | β(1→4)                                    |